# Jaak Mae
Jaak Mae (n. 25 februarie 1972, Tapa, Lääne-Viru maakond, Estonia) este un schior de fond ce a reprezentat Estonia, medaliat olimpic. A participat la 5 ediții ale Jocurilor Olimpice (1994, 1998, 2002, 2006, 2010) în care a câștigat o medalie de bronz.